# 路易斯·米格尔·桑切斯·塞罗
路易斯·米格尔·桑切斯·塞罗（西班牙語：Luis Miguel Sánchez Cerro，1889年8月19日—1933年4月30日）是一位秘鲁军人，政治家，曾担任过秘鲁总统，也是秘鲁第一个有土著血统的总统。

## 生平

### 早年生涯
路易斯·米格尔·桑切斯·塞罗于1889年8月12日出生于皮乌拉 。父亲名叫安东尼奥·桑切斯，母亲叫罗莎·塞罗。他拥有秘鲁土著血统，也被认为是皮乌拉的马达加斯加马尔加什人奴隶的后代。
1906年，路易斯·米格尔·桑切斯·塞罗进入利马的乔里约斯军事学校。毕业后被派往秘鲁北部和厄瓜多尔相邻的边境地区。他以中尉的身份参与了1914年推翻吉列尔莫·比林赫斯特总统的政变，在政变中，他由于用手握住机关枪枪口以阻止子弹发射，导致他的左手失去了三个手指。1921年，在试图推翻莱吉亚总统失败后，路易斯·米格尔·桑切斯·塞罗逃亡到了摩洛哥，并且先后在西班牙军和意大利军中服役并参加了里夫战争。1926年，路易斯·米格尔·桑切斯·塞罗辗转来到法国进行学习。
1929年1月15日 ，他返回秘鲁。他向莱吉亚总统表示了自己的忠诚后升任上亚马逊省的省长。之后，他被调任到了阿雷基帕，事实上路易斯·米格尔·桑切斯·塞罗返回秘鲁只是为了推翻奥古斯托·莱吉亚。
1930年8月22日，路易斯·米格尔·桑切斯·塞罗首先在阿雷基帕起义，随即南方各省都宣布支持路易斯·米格尔·桑切斯·塞罗推翻奥古斯托·莱吉亚。8月27日 ，路易斯·米格尔·桑切斯·塞罗乘飞机抵达利马，他逮捕了奥古斯托·莱吉亚并就任秘鲁临时总统。

### 临时总统时期
路易斯·米格尔·桑切斯·塞罗在1930年8月27日至1931年3月1日的任期内采取了强力的手段。秘鲁在那段时间处于经济危机当中。棉花、羊毛、蔗糖和矿石等出口产品价格下跌，引起了货币购买力下降。经济危机也引起了社会动荡，在利马和阿亚库乔发生了流血事件。在此期间秘鲁变化寥寥，唯一重要的变化是胡宁省的省会从塞罗-德帕斯科转移到了万卡约。
桑切斯·塞罗的地位遭到了质疑。在他糟糕的任期内，先前支持他的许多军人都对他失望了。在阿雷基帕爆发了反对他的示威，全国各地反对桑切斯·塞罗的呼声愈演愈烈。1931年3月1日。桑切斯·塞罗辞职，他声称他“只想拯救他的国家”，而且他“没有政治野心”。随后，路易斯·米格尔·桑切斯·塞罗准备参加1931年的秘鲁大选。

### 当选总统

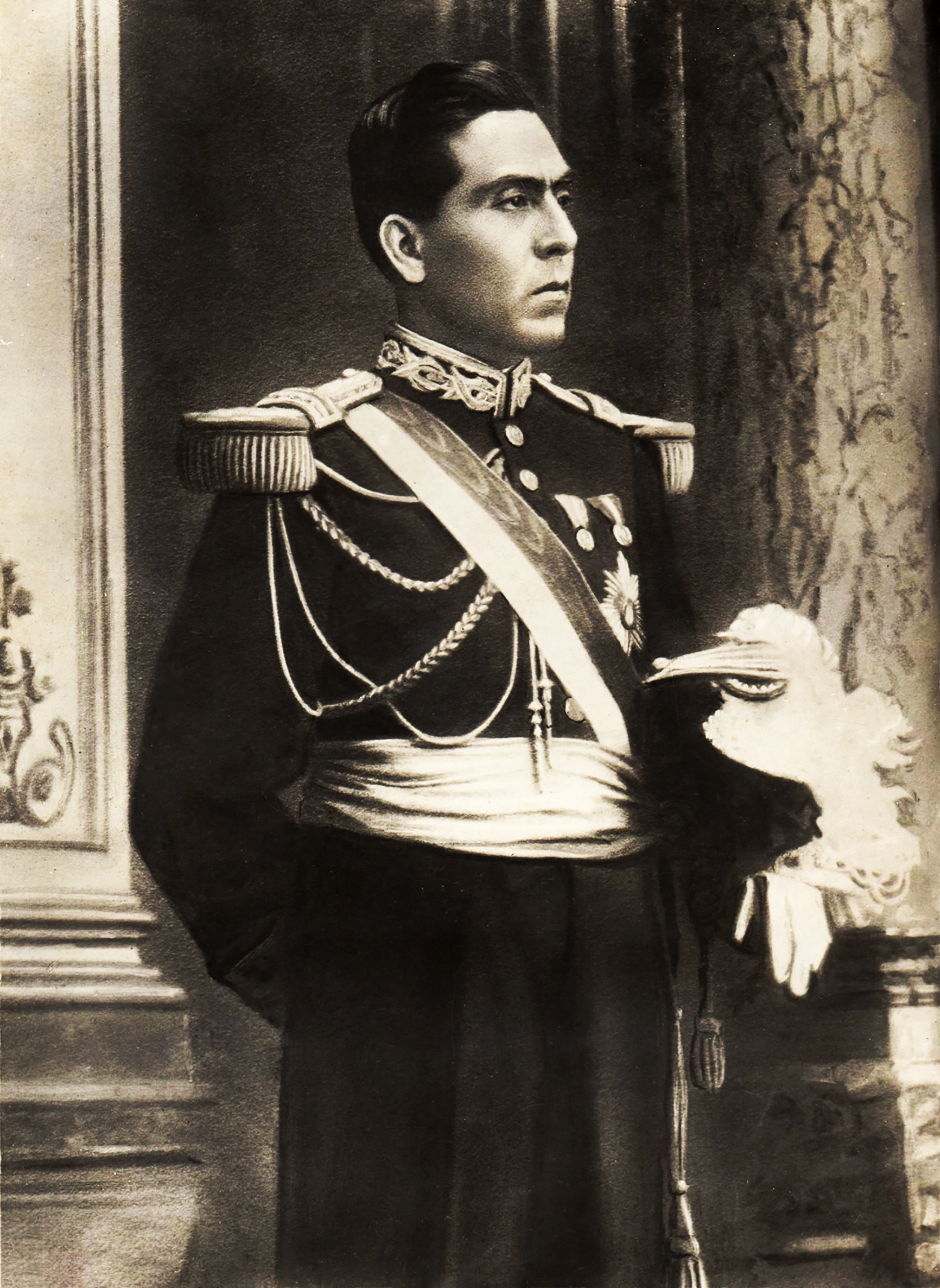

1931年秘鲁大选有四个主要候选人。路易斯·米格尔·桑切斯·塞罗受到保守派支持，激进派们则是支持阿普拉党的领袖维克多·劳尔·阿亚·德·拉·托雷，此外，反对奥古斯托·莱吉亚的急先锋——政坛老将阿图罗·奥索雷斯·卡夫雷拉和法学家兼外交官何塞·玛利亚·德·拉·哈拉-乌雷塔也参加了选举。在299827票中，路易斯·米格尔·桑切斯·塞罗得到152149票，维克多·劳尔·阿亚·德·拉·托雷得到106088票。桑切斯·塞罗获得了50.75％的票数，赢得了选举，而阿普拉党指控保守派操控选举，拒绝接受这一结果。
1932年被称为混乱之年，短时间内秘鲁政治发生了一系列的流血事件。1932年3月6日，阿普拉党党员何塞·梅尔加·马尔克斯试图刺杀路易斯·米格尔·桑切斯·塞罗，桑切斯·塞罗的肺部被射伤。1932年5月7日，卡亚俄的一些水兵被阿普拉党蛊惑叛乱，最后有8名水兵被杀死。1932年7月7日，阿普拉党在秘鲁北部最大的城市特鲁希略发动起义，维克多·劳尔·阿亚·德·拉·托雷宣称自己才是真正的秘鲁总统。阿普拉党人谋杀了一些军官，在军队压境后，阿普拉党人四散而逃。在卡哈马卡，军官古斯塔沃·希门尼斯宣称自己是秘鲁总统，但是在失败后饮弹自杀。秘鲁政局迅速的走向了无休止的混乱。
1932年9月，一群秘鲁平民和装扮成平民的军人进行了一次突袭，并占领了哥伦比亚小镇莱蒂西亚 。 然后，他们将该镇的哥伦比亚官员驱逐到巴西，并要求秘鲁政府的支持。在巨大的民族主义压力下，秘鲁政府决定支持这些人，秘鲁军方在普图马约河一带和哥伦比亚军发生了多次武装冲突。曾经战胜哥伦比亚军的奥斯卡·贝纳维德斯被任命为国防部长。秘鲁政府发动了全国总动员。
在备战期间，路易斯·米格尔·桑切斯·塞罗也主导了很多决议。路易斯·米格尔·桑切斯·塞罗政府支持对雨林地区的开发，发展了渔业，并且规范了矿山的管理。在教育领域，政府在秘鲁全国各地新建了现代学校，每所学校可容纳一千名学生，并建立了90个教育中心，还在全国开设了工业技能学校和专业学校。

### 遇刺
1933年4月30日上午，路易斯·米格尔·桑切斯·塞罗观看了阅兵并检查了军备设施，在阅兵中，路易斯·米格尔·桑切斯·塞罗被一个持手枪的人刺杀。刺客名叫阿贝拉尔多·门多萨，和阿普拉党有关联。部队立即击毙了刺客，然而路易斯·米格尔·桑切斯·塞罗也抢救无效离世。